# Észak-atlanti Szerződés Szervezete
Az Észak-atlanti Szerződés Szervezete, rövidítve NATO (angolul: North Atlantic Treaty Organisation, franciául: Organisation du traité de l’Atlantique nord, OTAN) katonai egyesülés, 32 észak-amerikai és európai ország szövetsége, amelyet a második világháború után, 1949. április 4-én alapítottak Washingtonban. A szervezet célkitűzéseit az Észak-atlanti szerződés foglalja magában, amelynek értelmében a tagállamok minden politikai és katonai eszközt igénybe vesznek a tagországok szabadságának és a biztonságának megőrzése érdekében. Hivatalos nyelvei az angol és a francia.
A NATO a hidegháborús fegyverkezési verseny egyik közvetlen eredménye. Napjainkban a tagországok határain túl is végez békefenntartói feladatokat.
A legutóbb csatlakozó állam Svédország volt, 2024. március 7-én. Lehetséges tagoknak a szervezet Bosznia-Hercegovinát, Grúziát és Ukrajnát tekinti.
Magyarország – Csehországgal és Lengyelországgal közösen – 1999-ben vált a NATO tagjává. A magyar csatlakozás 25. évfordulója alkalmából a CEU Demokrácia Intézete és az Amerikai Egyesült Államok budapesti nagykövetsége rendezett konferenciát, amin a magyar kormányzat részéről senki nem vett részt. David Pressman amerikai nagykövet előadásában erőteljesen bírálta a magyar kormányt a NATO-val kapcsolatban tanúsított politikája miatt.

## Története

### Történelmi háttér

A kétpólusú Európa térképe a második világháború után

1945-ben, a második világháború lezárulta után a nyugati-európai országok a hosszú konfliktusban kimerültek, emiatt rendkívül gyorsan és drasztikus mértékben kezdték el leépíteni költséges hadseregeiket. Ezzel szemben a rivális Szovjetunió megerősödve került ki a háborúból, és az általa megszállt kelet-európai országokban sorra Moszkvához hű kommunista kormányok jöttek létre. Ahogy fokozódott a két tömb közötti szembenállás, létrejött a vasfüggöny, és a nyugati államokban is aktivizálódtak a kommunista pártok.
Hogy a szovjet előretörést megállítsa és ellensúlyozza a kontinensen, az Egyesült Államok a Truman-doktrína részeként 1948-ban létrehozta a Marshall-tervet, ami jelentős pénzügyi segítséget nyújtott az amerikai érdekszférához tartozó országoknak gazdaságuk helyreállításában. Ezzel egyidőben megkezdődött a térség katonai erejének visszaállítása is és egy nyugati védelmi szövetség létrehozása. Ennek első lépéseként az Egyesült Királyság és Franciaország 1947-ben megkötötte a dunkerque-i szerződést, amely még elsősorban Németország ellen irányult, majd 1948-ban a brüsszeli szerződésben a kollektív védelmet kiterjesztették Belgiumra, Hollandiára és Luxemburgra is. A lépést a Truman vezette amerikai kormányzat is támogatta. A nyugat-európai kormányok számára ugyanakkor hamar világossá vált, hogy egy erősebb katonai szövetség létrehozására van szükség. Eközben az USA, Kanada és az Egyesült Királyság között is titkos tárgyalások indultak meg, mivel a három állam nem bízott benne, hogy az ENSZ fenn tudja tartani a globális békét. A NATO alapokmányának, az Észak-atlanti Szerződésnek aláírására végül 1949. április 4-én került sor Washingtonban. A 12 aláíró ország az USA, Kanada, az Egyesült Királyság, Franciaország, valamint a három Benelux állam mellett Olaszország, Portugália, Norvégia, Dánia és Izland voltak. A dokumentum 5. cikkelye kimondja, hogy amennyiben egy külső állam megtámadja valamelyik tagországot, az olyan hatású, mintha minden szövetséges ellen támadást intézett volna, így a szövetség minden tagja részt vesz a terület védelmében.

### Nyugat-Németország csatlakozása

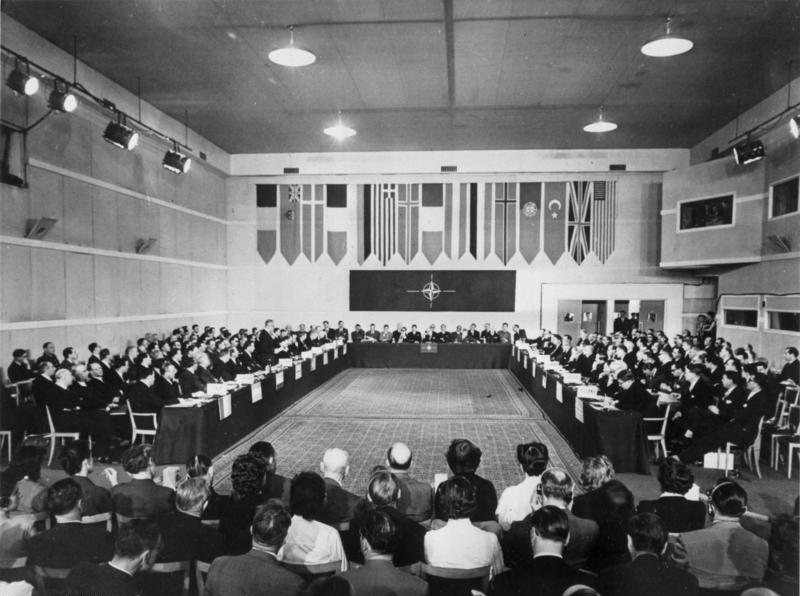
Németország csatlakozása a NATO-hoz

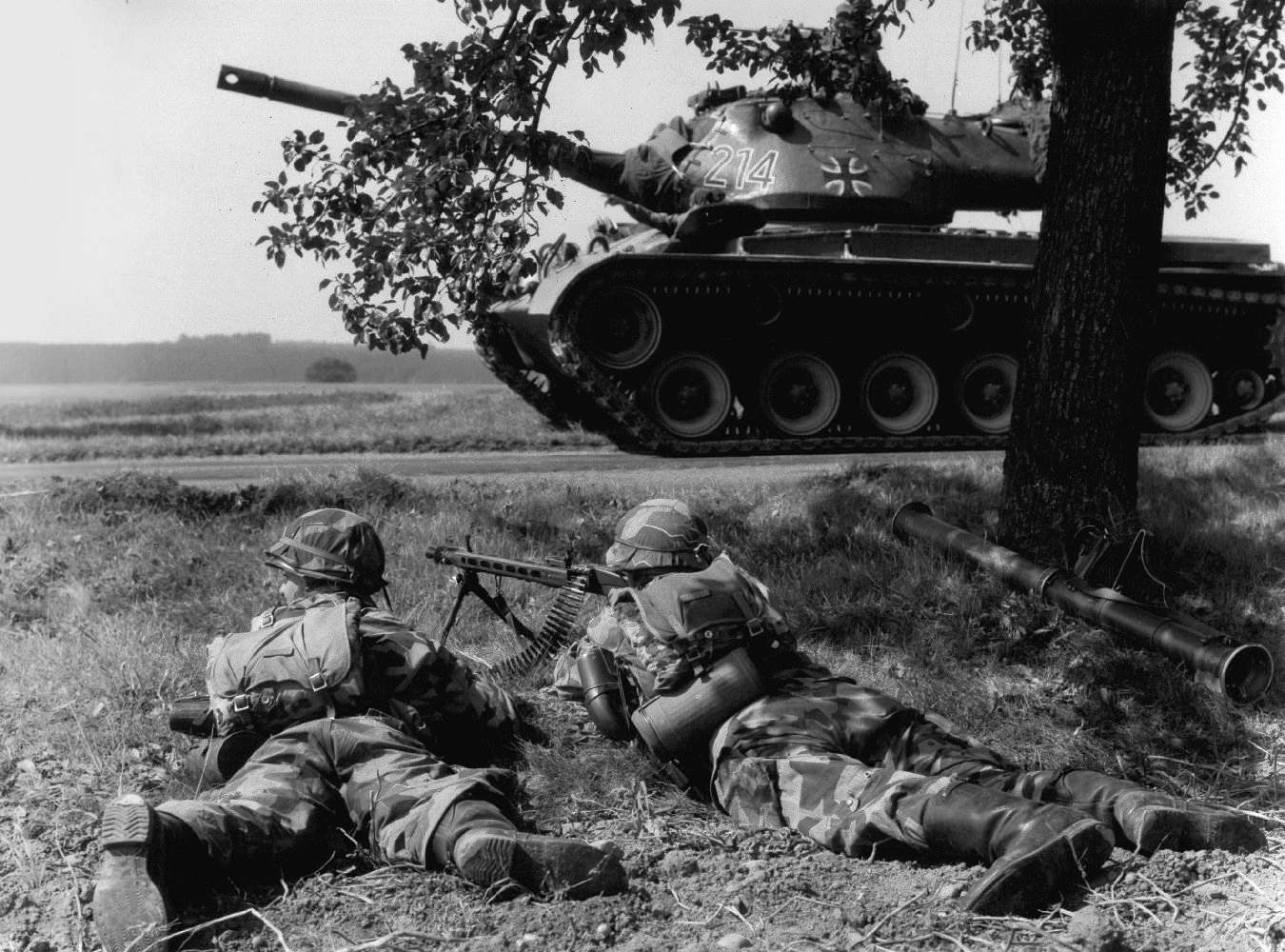
Nyugatnémet katonák 1960-ban

A NATO-n belül komoly vitákat váltott ki Nyugat-Németország csatlakozásának kérdése. Sok tagállam az ország világháborúkban betöltött szerepe miatt veszélyesnek találta a németek újbóli felfegyverzését, ugyanakkor egyértelművé vált, hogy a terület kulcsfontosságú a szovjetekkel szembeni védekezés szempontjából. A német vezetéssel a katonai szövetség végül az 1954-es párizsi szerződésben egyezett meg, amelynek következményeképp véget ért az ország katonai megszállása. A következő évben a NATO felvette tagjai közé Nyugat-Németországot, a lépésre válaszul a Szovjetunió és csatlós államai alig egy héttel később létrehozták a Varsói Szerződést. Németország szó szerint a semmiből építette újjá hadseregét, a Bundeswehrt, és nagy számú külföldi hadtestek is érkeztek az országba, így a hidegháború végén már 900 000 katona állomásozott a területen.

### Franciaország konfliktusa a szövetséggel
1958 után Franciaország kapcsolata megromlott a NATO-val. Az ország elnöke, Charles de Gaulle hevesen kritizálta a szervezetet, elsősorban az USA vezető szerepét bírálta, és a közös katonaságban a francia szuverenitás megsértését látta. Az ország vezetése kijelentette, hogy nem szeretnének egy másik országért háborúba menni egy konfliktus esetén. 1966-ban Franciaország hivatalosan kilépett a NATO közös parancsnokságából, a szervezet székhelye átkerült Párizsból Brüsszelbe, és a nemzetközi erők is elhagyták az állam területét. A franciák végül nem léptek ki a szövetségből, a kapcsolat később rendeződött, és 2009-ben ismét csatlakoztak a közös parancsnoksághoz.

### Szembenállás a Varsói Szerződéssel

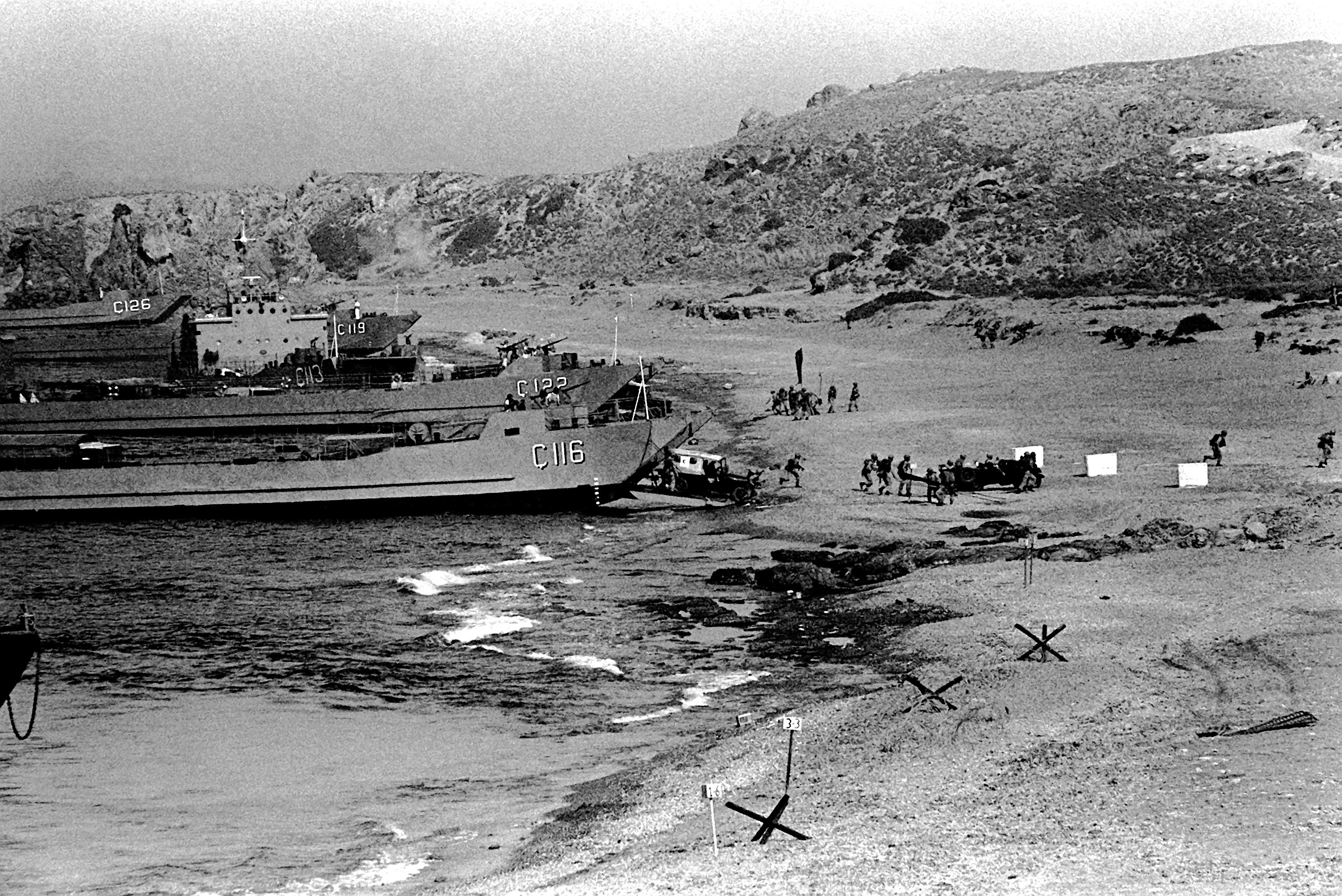
Török katonák egy 1981-es NATO hadgyakorlaton

A NATO fennállásának legfontosabb célja a hidegháború során egy potenciális európai szovjet invázió megakadályozása volt. A kommunista blokk védelmi egyezménye, a Varsói Szerződés 1955-ben jött létre, és szárazföldi erői eleinte jelentősen felülmúlták az Észak-Atlanti Szerződés európai tagországainak haderejét, ezért elsősorban az Egyesült Államok nukleáris elrettentő erejére támaszkodott a védelem. Ezt kiegészítve 1957-ben megkezdődött a nukleáris robbanófejek telepítése Európába is. Ezeknek a bombáknak a kezelése úgynevezett kettős vezérlésű rendszerben működött, egy ellenséges támadás esetén mind az Egyesült Államok, mind a fegyvernek otthont adó ország megvétózhatta a bomba bevetését. Nagy-Britannia saját atomfegyvereit beépítette a NATO tervezési struktúrájába, a szintén atomhatalom Franciaország azonban külön kezelte fegyvereit.

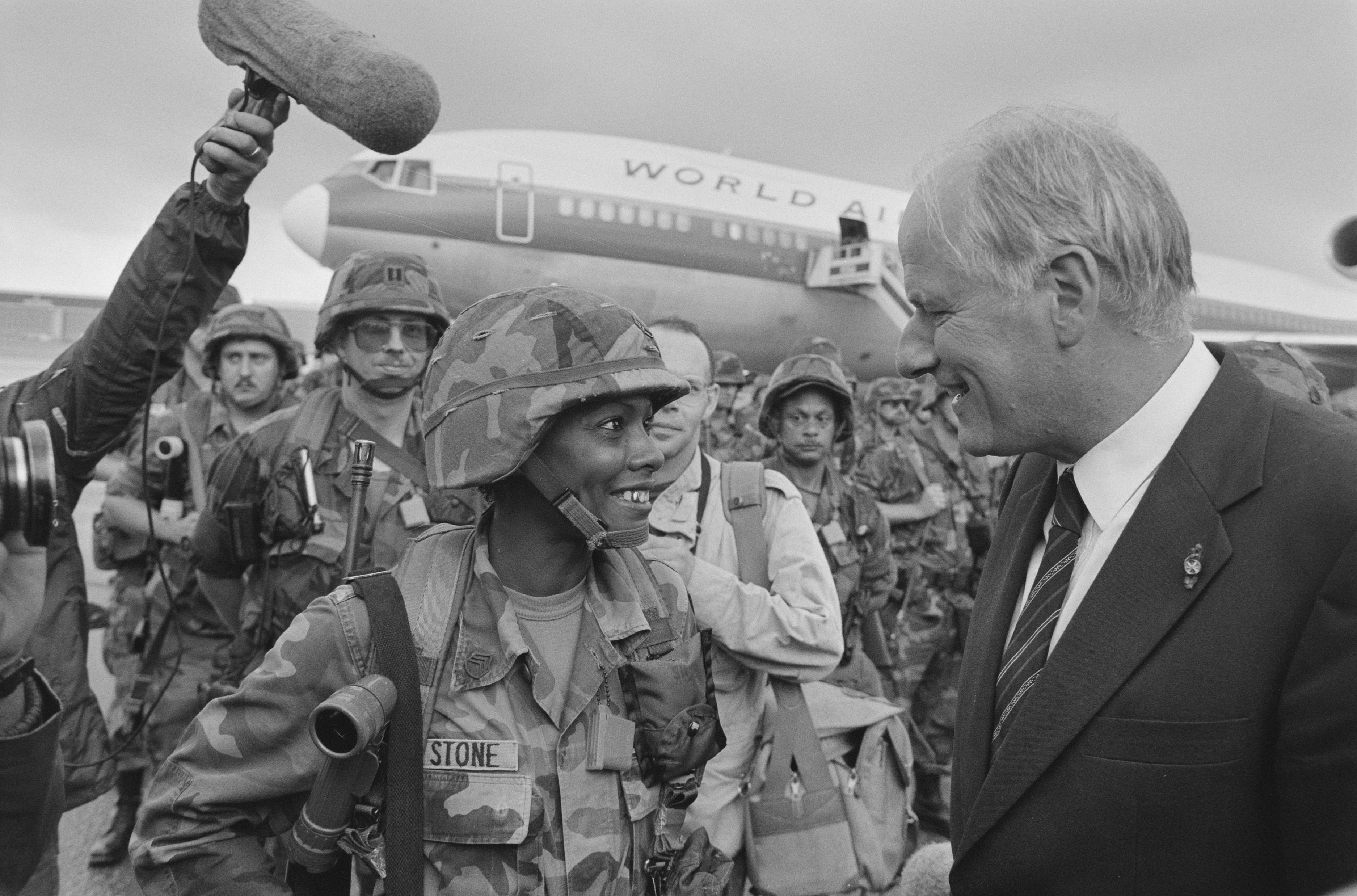
A holland honvédelmi miniszter, Wim van Eekelen üdvözli az országba érkező amerikai katonákat 1987-ben

A nukleáris védelem kiépítésével egyidőben megkezdődött a hagyományos tengeri és szárazföldi hadsereg fejlesztése is. 1950 szeptemberében a NATO Katonai Bizottsága ambiciózus tervet jelentett be, amelynek célja 96 hadosztály felállítása volt, ebből végül 35 hadosztály jött létre. Hogy a tagországok fegyveres erői összehangoltan tudjanak működni, nagy hadgyakorlatok kezdődtek, ezek közül az 1952-es Mainbrace-hadművelet volt az első. A gyakorlaton 200 hajó és 50 000 katona vett részt. 1952-ben csatlakozott a szövetséghez Görögország és Törökország is, így egy hosszabb folyamat során a két ország hadseregét is beintegrálták a közös parancsnokság alá. 1974-ben Törökország inváziót indított a Görögországgal szövetséges Ciprus ellen, a konfliktus során a két NATO tagállam katonái közvetlenül is összecsaptak egymással. A katonai szövetség 5-ös cikkelye nem lépett életben a helyzetben mivel a törökök támadó háborút folytattak. Az észak-atlanti szövetség nem vett részt a Falkland-szigeteki háborúban sem, ugyanis a szigetcsoport a Ráktérítőtől délre fekszik, így védelme az alapító okmány szerint nem tartozik a NATO hatáskörébe.
A két nagy szembenálló blokk közötti feszült patthelyzet az egész hidegháború során fennállt, az 1960-as években, a berlini fal felépülésének időszakában kiélesedett a feszültség, majd a '70-es évek enyhülésének köszönhetően egy időre alábbhagyott egy nukleáris háború kitörésének veszélye. Az indulatok az 1979-es afganisztáni szovjet invázió és Ronald Reagan amerikai elnök 1980-as megválasztása után ismét fellángoltak (kis hidegháború), azonban 1985-től kezdve Gorbacsov politikai és gazdasági reformjai enyhítették a feszültséget, és végül 1990-1991-ben a Szovjetunió felbomlott. A legfontosabb alkotó állam megszűnésével a Varsói Szerződés is felbomlott, így a NATO maradt az egyetlen nagy katonai hatalom a világon. A szovjetekkel való megbékélés részeként aláírták a CFE-szerződést, amelyben korlátozták az Európában állomásozó katonák létszámát. Németország újraegyesült, és a Németországra vonatkozó végleges szabályozásról szóló szerződés értelmében az ország keleti fele is a NATO része lett.

### A hidegháború után

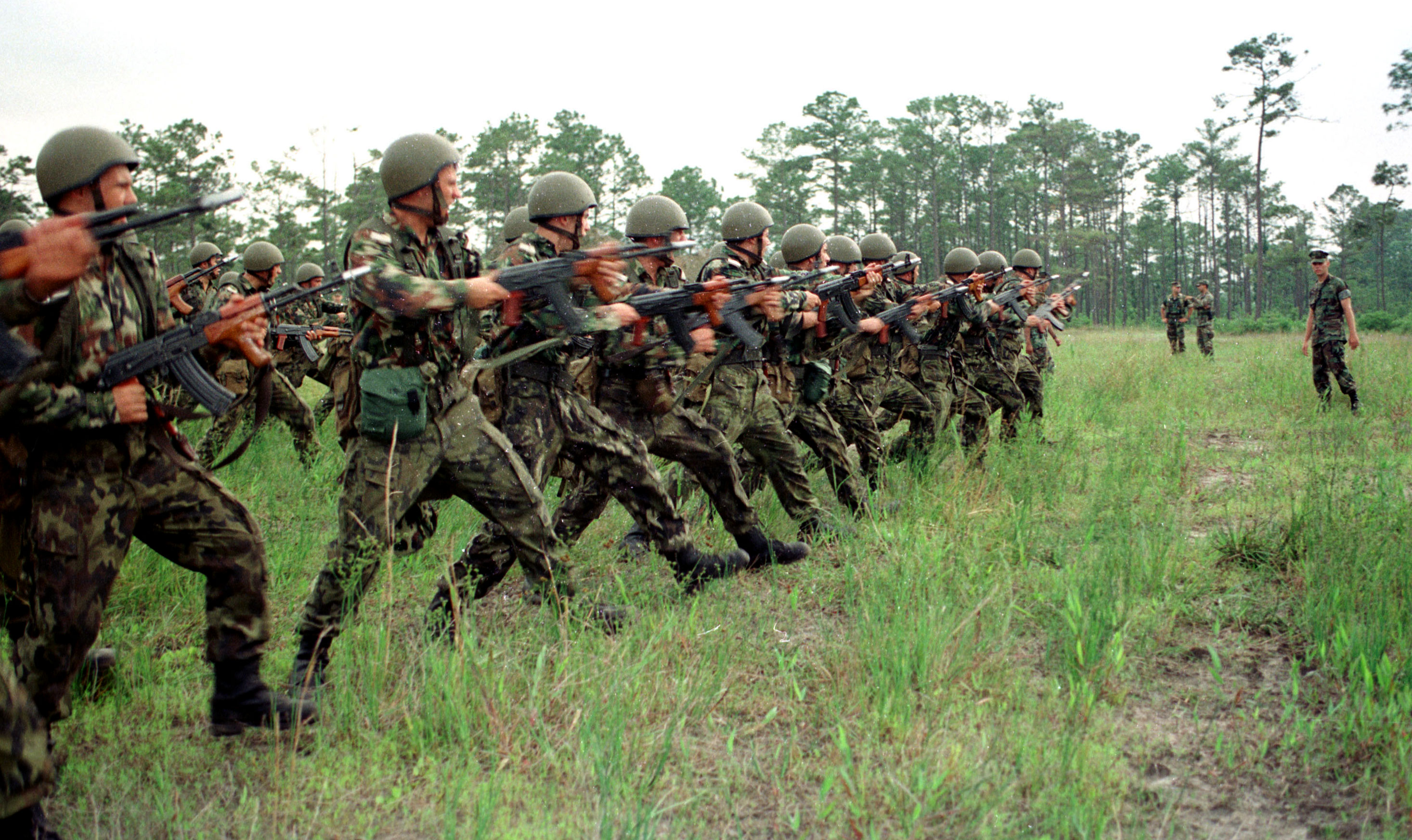
Román katonák vesznek részt a Békepartnerség hadgyakorlatán az Egyesült Államokban 1998-ban

A kétpólusú világrend megszűnésével a nyugati országokban felmerült a kérdés, hogy a katonai szövetség létezésének továbbra is van e létjogosultsága. A NATO-ban változások indultak el, a katonai szerep mellett hangsúlyossá vált a politikai összefogás is és a szervezet új céljává az európai stabilitás és béke fenntartása vált. Ennek a folyamatnak a részeként jó kapcsolatok kiépítésére törekedtek a posztszovjet államokkal, létrehozták a Euro-atlanti Partnerségi Tanácsot és a Békepartnerséget, amelyek egyrészt teret adtak a NATO és nem NATO országok közötti kommunikációnak és bizalomépítésnek, másrészt közös tréningeket, hadgyakorlatokat szerveztek. Ezzel egyidőben fontossá vált az instabilabb európai országokban zajló békefenntartás is, ennek az irányelvnek az értelmében vett részt a szövetség a Jugoszlávia felbomlásakor kirobbant délszláv háborúban. 2001 szeptember 11-én először és eddig egyetlen alkalommal lépett érvénybe az 5-ös cikkely, amikor súlyos terrortámadás érte az Egyesült Államokat, és a NATO országai közösen kezdtek terrorista szervezetek elleni akciókat a Közel-Keleten és Észak-Afrikában.

#### A NATO bővítése

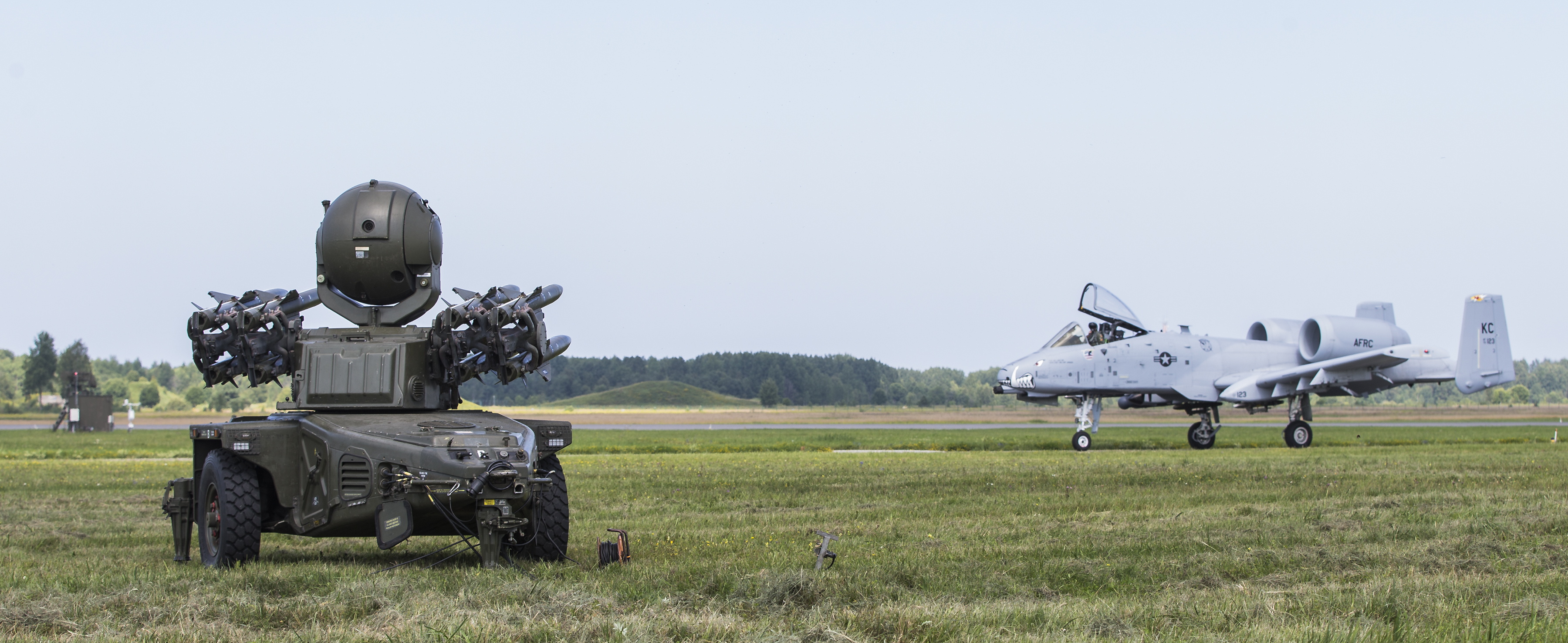
Brit légvédelmi rendszer Észtországban, 2016

1997. július 8-án a NATO meghívta Csehországot, Magyarországot és Lengyelországot a szövetségbe, azok 1999. március 12-én csatlakoztak. 2004. március 29-én csatlakozott Szlovákia, Szlovénia, Észtország, Lettország, Litvánia, Bulgária és Románia. A 2008-as bukaresti csúcstalálkozón meghívták a Szövetségbe Albániát és Horvátországot, melyek 2009. április 1-jén csatlakoztak a NATO-hoz.
2015. december 2-án a NATO külügyminiszterei meghívták Montenegrót, hogy csatlakozzon az észak-atlanti szervezetbe, mely 2017. június 5-étől a NATO huszonkilencedik tagállama lett.
Észak-Macedónia 2018. július 11-én kapott meghívást a NATO-tól, majd 2020. március 27-én vált a szervezet teljes jogú tagjává.
Miután Oroszország 2022 februárjában megtámadta Ukrajnát, biztonsági okokból Svédország és Finnország 2022 májusában kérte felvételét a katonai szövetségbe. Az Észak-atlanti Szerződés Szervezetének 74. évfordulóján, 2023. április 4-én Finnország 31. tagként csatlakozhatott a NATO-hoz.
Svédország felvételét Magyarország és Törökország sokáig blokkolta, majd Törökország 2024 januárjában, Magyarország 2024 februárjában utolsóként megadta támogatását.

## NATO hadműveletek
A hidegháború során a NATO egyes tagállamai vettek részt háborúkban, de maga a szövetség nem. A Szovjetunió felbomlása után azonban hangsúlyossá vált a NATO békefenntartó és stabilizáló szerepe, így   a tagországok haderői számos missziót hajtottak végre a NATO égisze alatt, legtöbbször polgárháború sújtotta területeken. Ezekben a hadműveletekben magyar egységek is részt vettek, jelentősen növelve hazánk elfogadottságát és presztízsét a szövetségben.

### Bosznia-Hercegovina

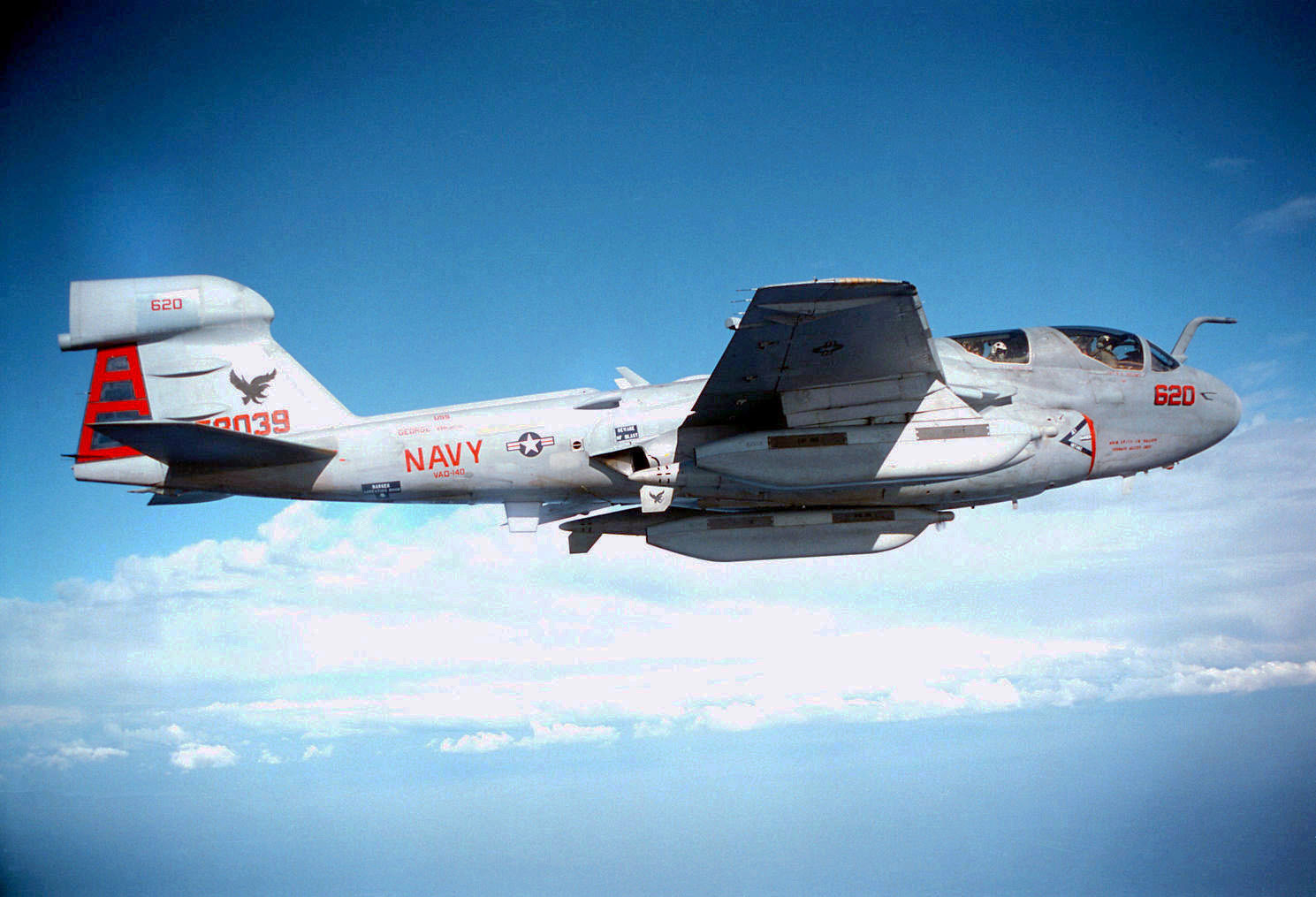
Az amerikai haditengerészet EA–6B repülőgépe Boszniában

1992-ben kitört a délszláv háború legvéresebb szakaszaként ismert boszniai háború. Az egyre romló helyzet hatására az ENSZ Biztonsági Tanácsa elrendelte egy repüléstilalmi zóna létrehozását Bosznia-Hercegovina középső területei felett. A légtérzárat a NATO légiereje tartatta be a Deny Flight hadművelet keretében. A szövetség katonái 1994-ben vettek először részt összecsapásban, amikor a Banja Luka-i incidens során lelőttek 4, a tiltott légteret megsértő boszniai szerb repülőgépet. A szervezet feladata volt a Jugoszláviát sújtó fegyverembargó és szankciók betartatása is, és a srebrenicai mészárlás után részt vettek a boszniai szerb csapatok bombázásában is a Megfontolt Erő hadművelet során. 1995-ben a daytoni egyezménnyel lezárult a háború, ennek keretében mintegy 60 000 NATO katona érkezett békefenntartónak a térségbe.

### Koszovó

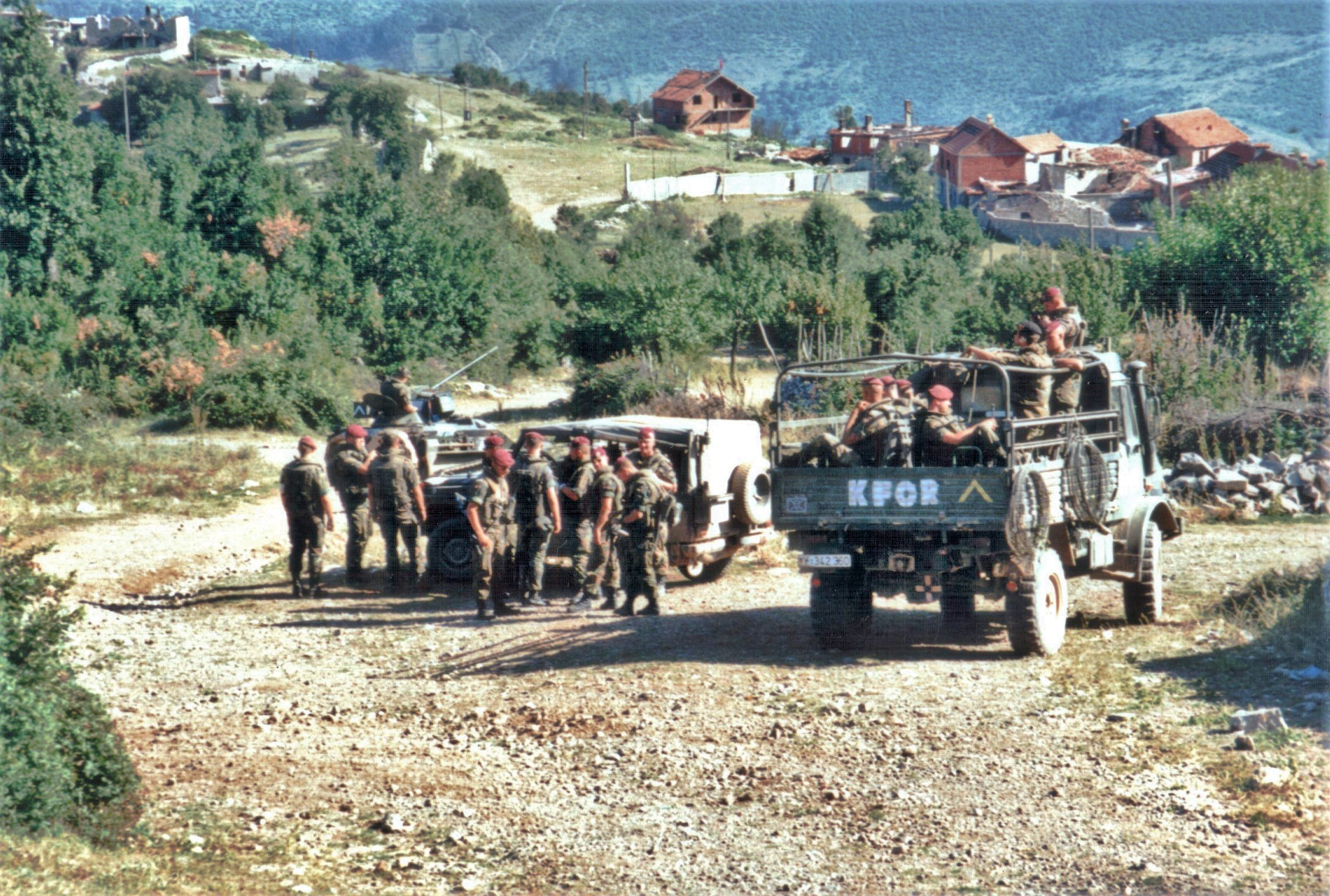
Német KFOR katonák Koszovóban

1998-ban kitört a koszovói háború, amelynek során a terület albán lakossága a Szerbiától való elszakadást szerette volna elérni. A felkelésre válaszul a Milošević vezette Jugoszlávia (ami ekkor csak Szerbiából és Montenegróból állt) az albánok elűzését tűzte ki célul. Az atrocitásokra válaszul a NATO 1999-ben közbeavatkozott és az Allied Force hadművelet keretében bombázásokat hajtott végre Szerbiában. A csapások hatására a szerb vezetés elfogadta az ENSZ határozatát a háború lezárásáról. Ezt követően NATO békefenntartók érkeztek Koszovóba a Kosovo Force (KFOR) keretében, ez a misszió jelenleg is folyamatban van. A NATO intervenciót számos kritika érte egyrészt a bombázások nagyszámú civil áldozata, másrészt az ENSZ felhatalmazás hiánya miatt.
- Magyar részvétel:

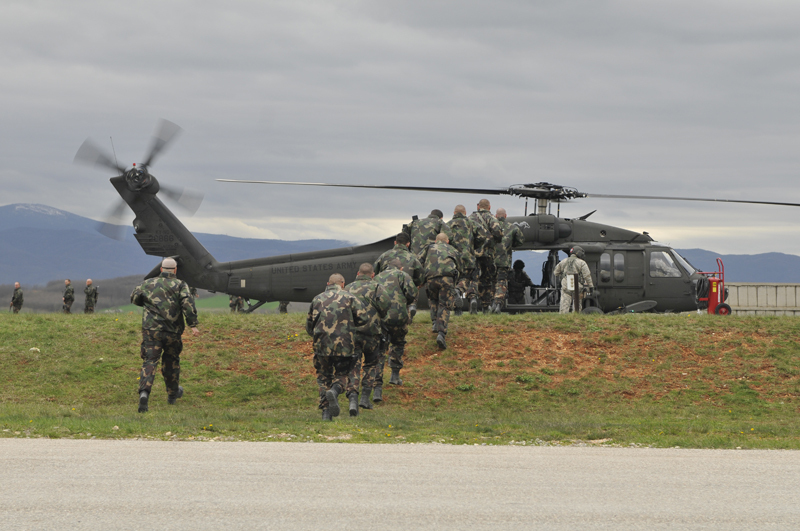
Magyar katonák Koszovóban 2010-ben

Magyarország alig néhány nappal a koszovói háború kitörése előtt csatlakozott a NATO-hoz, de már részt vett a légi műveletek támogatásában 1999-ben és békefenntartó kontingenst is küldött a területre a KFOR misszió részeként. 2023 novemberében 433 magyar katona állomásozik Koszovóban, és 2021 óta a KFOR parancsnoki posztját is egy magyar tölti be Kajári Ferenc vezérőrnagy személyében.

### Afganisztán

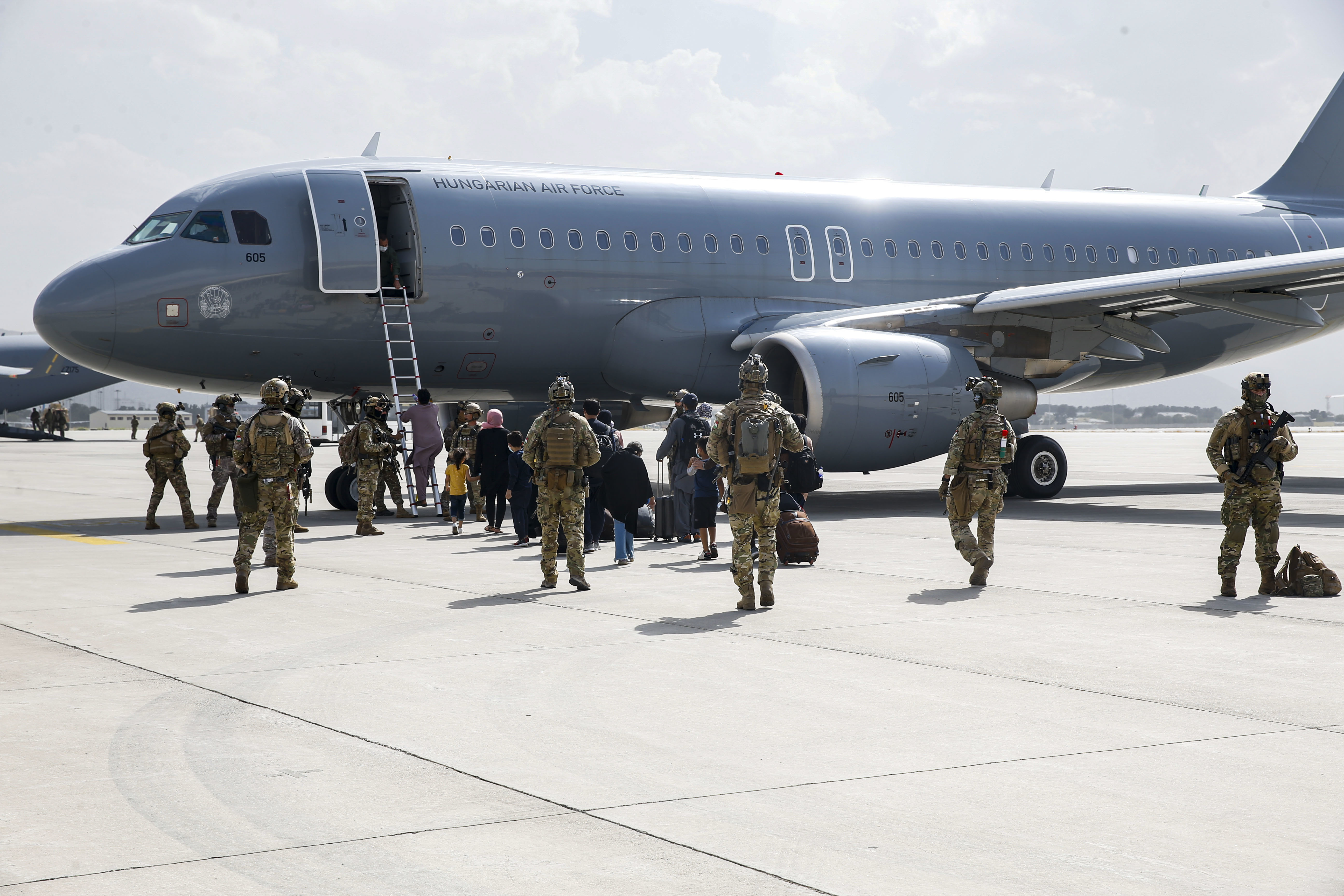
Magyar katonák felügyelik afgán civilek evakuálását a Kabuli Repülőtéren 2021 augusztus 18-án, a tálib hatalomátvétel idején

2001 szeptember 11-én az al-Káida terrorszervezet támadói terrortámadások sorozatát hajtották végre az Egyesült Államokban, életbe léptetve a NATO 5-ös cikkelyét, aminek értelmében az összes tagállam a megtámadott védelmére kel. A kezdődő terrorellenes háború részeként elsőként a Földközi-tengeren kezdtek haditengerészeti műveleteket, (ilyen volt például az Active Endeavour hadművelet) hogy megakadályozzák a feltételezett terroristák mozgását és az illegális fegyverkereskedelmet, különösen a tömegpusztító fegyverek csempészését. A következő cél a terrorizmus fellegvárának tartott Afganisztán jelentette fenyegetés felszámolása volt, a közép-ázsiai országban igyekeztek elpusztítani az olyan aktív terrorszervezeteket, mint az al-Káida és a Talibán, és békefenntartó erők révén stabilitást teremteni. Az ENSZ Biztonsági Tanácsa felhatalmazta a NATO-t, hogy egy nemzetközi egységekből álló szárazföldi haderőt telepítsen Afganisztánba, így létrejött a Nemzetközi Biztonsági Közreműködő Erő (ISAF). Az országban állomásozó erők létszáma 2011-ben volt a legmagasabb, amikor 50 ország 130 000 katonája volt jelen a területen. A gerilla hadviselést folytató tálibok csoportjait nem sikerült megsemmisíteni, és 2021 április 14-én Jens Soltenberg NATO-főtitkár bejelentette a csapatok kivonását a térségből. A kivonulás befejezését követően a Talibán hamar legyőzte az afgán köztársasági erőket és uralma alá hajtotta az egész országot.
- Magyar részvétel:

Az ISAF erők részeként  2003-tól kezdődően magyar katonák is állomásoztak Afganisztánban, 2014-ben 240-en. Összesen több ezer magyar járta meg Afganisztánt, közülük 7-en vesztették életüket. A csapatok számos feladatot elláttak, harcoltak a terroristák ellen, segítettek kiképezni a helyi erőket és felügyelték az újjáépítést. Egy időben magyarok látták el a Kabuli Repülőtér üzemeltetését és 2006-ban átvették a Baglán tartománybeli újjáépítési csoport vezetését. A csapatkivonás részeként 18 év után a magyar katonák is elhagyták az országot, az utolsó csoport 2021. június 5-én távozott.

### Iraki kiképző misszió

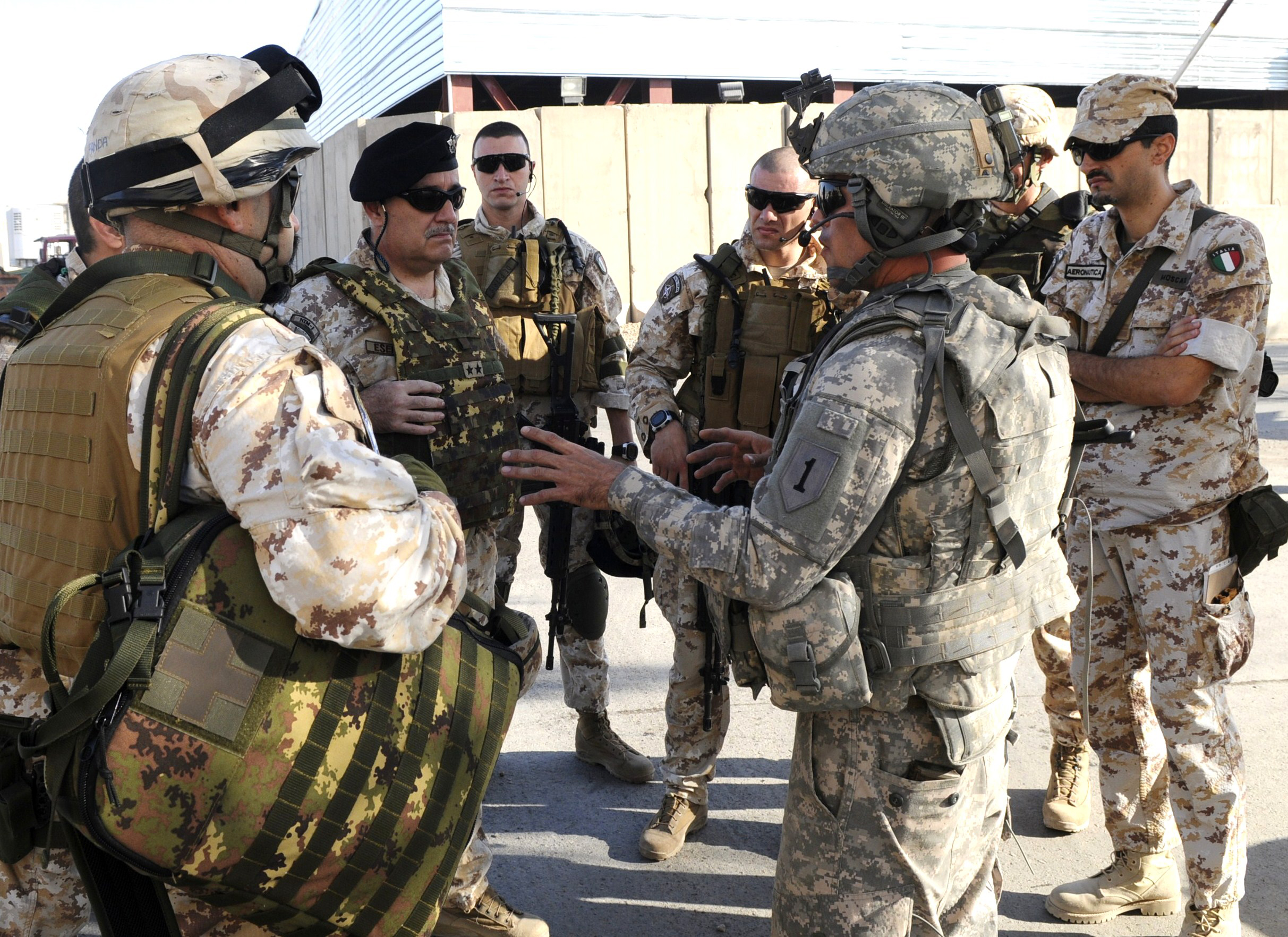
Olasz és amerikai kiképzőtisztek Irakban

Az iraki háború során az Amerikai Egyesült Államok 2003-ban egy invázióval megdöntötte Szaddám Husszein diktátor rezsimjét, azonban az újonnan alakult iraki átmeneti kormány nem rendelkezett a megfelelő képességekkel, hogy kezelni tudja az országban kitörő lázadásokat. Az ENSZ felhatalmazta a NATO-t hogy létrehozza a Soknemzetiségű Erőket (MNF–I), amelynek célja nem a felkelők elleni küzdelem, hanem az iraki biztonsági erők kiképzése volt. A misszió során mintegy 100 NATO katona 5000 iraki katonát és 10 000 rendőrt képzett ki. A művelet 2011-ben ért véget.
- Magyar részvétel:

Magyarország jelenleg is katonákkal járul hozzá Irak biztonságához és stabilitásához.

### Kalózkodás elleni hadművelet az Ádeni-öbölben

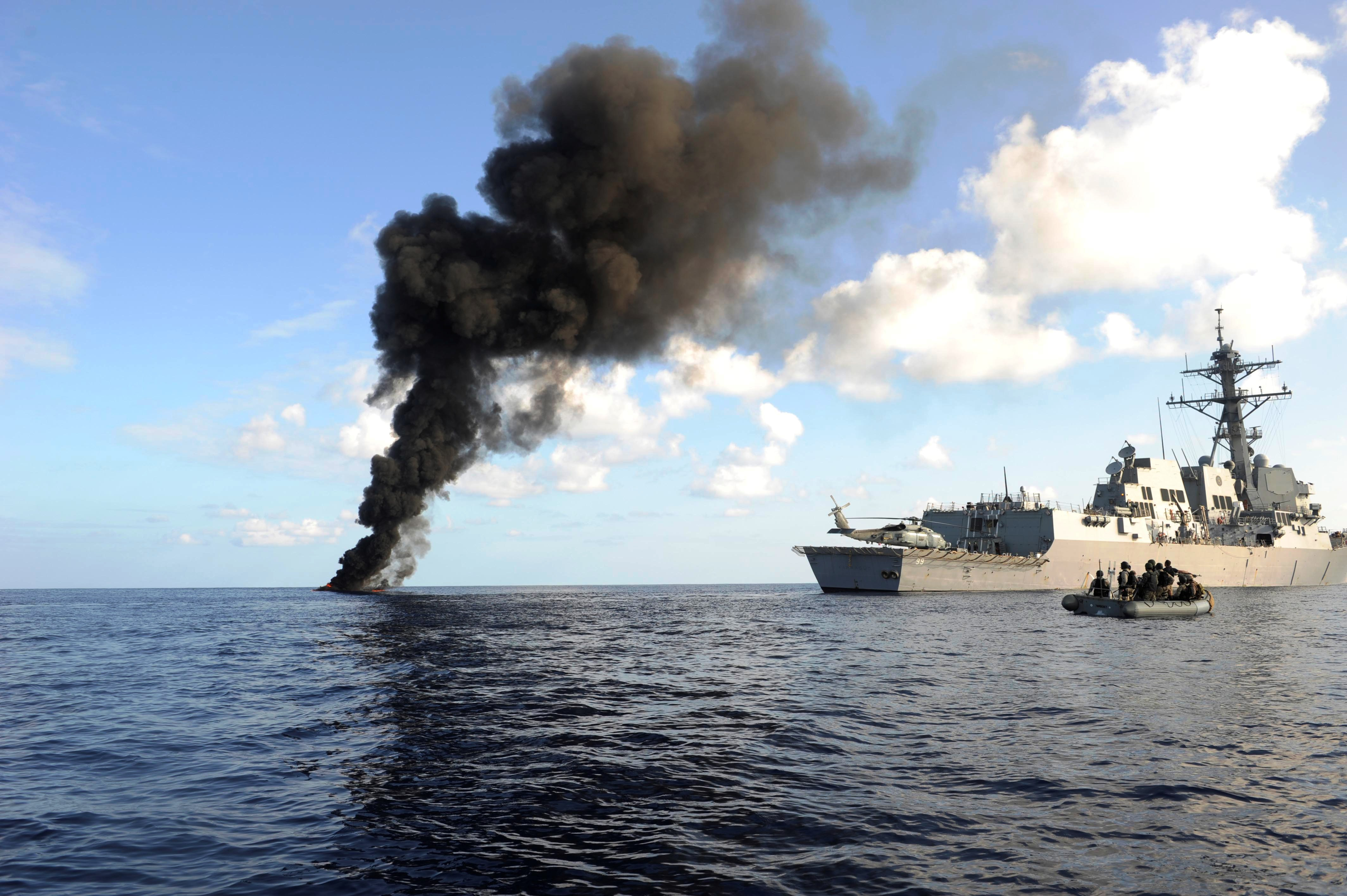
A USS Farragut egy kilőtt kalózhajóval a háttérben

2009-ben a NATO hadihajókat küldött az Ádeni-öböl térségébe, hogy megvédje az áthaladó hajókat a szomáliai kalózok támadásaitól. A 2016-ig tartó Ocean Shield hadműveletnek nevezett misszióban elsősorban amerikai hajók hajtottak végre bevetéseket, de megjelentek egyéb NATO tagállamok, valamint Kína, Dél-Korea, és Oroszország haditengerészeti eszközei is. A NATO erők a kalózok elleni küzdelem mellett segítettek a régió államainak a partiőrségük és haditengerészetük fejlesztésében, valamint biztosították a Világélelmezési Program Szomáliába érkező segélyeinek útvonalát.

### Líbia
2011-ben felkelés tört ki a líbiai diktátor, Moammer Kadhafi kormánya ellen, kirobbantva az első líbiai polgárháborút. Az összecsapások korai szakaszában a felkelők sikereket értek el, azonban később a kormányerők ellentámadásba kezdtek, és atrocitások sorát elkövetve visszaszorították a lázadókat. Az ENSZ Biztonsági Tanácsa egy tűzszünet végrehajtását követelte és felhatalmazta a NATO-t, hogy létrehozza a líbiai repüléstilalmi zónát, ezzel kezdetét vette a 2011-es NATO intervenció az országban. A katonai szövetség erői megsemmisítették a líbiai légierőt és a légvédelmet, majd bombázásokkal támogatták a felkelő erők harcát. A háború a lázadók és a NATO győzelmével ért véget, Kadhafit megölték.

## Tagjai

A NATO európai terjeszkedése

Az európai országok viszonya a NATO-hoz (2024)
Tagországok
A tagsági akcióterv országai
Tárgyalások folyamatban
Egyéni Partnerségi Akcióterv
Békepartnerség

| Tagország          | Csatlakozás éve        | Terület (km²)    | Népesség (fő) | Katonai költségvetés (milliárd USD) | A GDP%-ában | Aktív katonai állomány (fő) | Tartalékosok (fő) |
| ------------------ | ---------------------- | ---------------- | ------------- | ----------------------------------- | ----------- | --------------------------- | ----------------- |
| USA                | 1949                   | 9 833 520        | 333 287 557   | 967,71                              | 3,38%       | 1 300 000                   | 870 760           |
| Belgium            | 1949                   | 30 528           | 11 584 008    | 8,52                                | 1,30%       | 21 300                      | 6 400             |
| Dánia              | 1949                   | 42 943 2 210 573 | 5 935 619     | 9,94                                | 2,37%       | 17 300                      | 12 000            |
| Egyesült Királyság | 1949                   | 243 610          | 68 138 484    | 82,11                               | 2,33%       | 138 100                     | 33 210            |
| Franciaország      | 1949                   | 643 427          | 68 042 591    | 64,27                               | 2,06%       | 204 700                     | 141 000           |
| Hollandia          | 1949                   | 41 543           | 17 813 200    | 21,46                               | 2,05%       | 41 900                      | 6 763             |
| Izland             | 1949                   | 103 000          | 376 248       | 0,0                                 | 0,0%        | 0                           | 0                 |
| Kanada             | 1949                   | 9 984 670        | 39 566 248    | 30,50                               | 1,37%       | 77 100                      | 27 000            |
| Luxemburg          | 1949                   | 2 586            | 639 589       | 1,29                                | 0,56%       | 900                         | 0                 |
| Norvégia           | 1949                   | 323 802          | 5 509 591     | 10,61                               | 2,20%       | 24 300                      | 40 000            |
| Olaszország        | 1949                   | 301 340          | 62 390 364    | 34,46                               | 1,49%       | 171 400                     | 18 300            |
| Portugália         | 1949                   | 92 090           | 10 263 850    | 4,63                                | 1,55%       | 28 400                      | 211 700           |
| Görögország        | 1952                   | 131 957          | 10 569 703    | 7,68                                | 3,08%       | 110 800                     | 221 350           |
| Törökország        | 1952                   | 783 562          | 82 482 383    | 22,78                               | 2,09%       | 481 000                     | 378 700           |
| Németország        | 1955 – NSZK 1990 – NDK | 357 022          | 84 270 625    | 97,69                               | 2,12%       | 185 600                     | 34 600            |
| Spanyolország      | 1982                   | 505 370          | 47 486 935    | 21,27                               | 1,28%       | 117 400                     | 15 150            |
| Csehország         | 1999                   | 78 867           | 10 510 751    | 6,83                                | 2,10%       | 29 500                      | 0                 |
| Lengyelország      | 1999                   | 312 685          | 38 307 726    | 34,98                               | 4,12%       | 216 100                     | 0                 |
| Magyarország       | 1999                   | 93 030           | 9 604 000     | 4,89                                | 2,11%       | 20 900                      | 20 000            |
| Bulgária           | 2004                   | 110 879          | 6 520 314     | 2,33                                | 2,18%       | 26 900                      | 3 000             |
| Észtország         | 2004                   | 45 228           | 1 328 701     | 1,44                                | 3,43%       | 7 500                       | 78 800            |
| Lettország         | 2004                   | 64 589           | 1 873 919     | 1,42                                | 3,15%       | 8 400                       | 36 000            |
| Litvánia           | 2004                   | 65 300           | 2 786 651     | 2,30                                | 2,85%       | 18 500                      | 104 000           |
| Románia            | 2004                   | 238 391          | 19 053 815    | 8,64                                | 2,25%       | 66 600                      | 55 000            |
| Szlovákia          | 2004                   | 49 035           | 5 460 185     | 2,84                                | 2,00%       | 15 600                      | 0                 |
| Szlovénia          | 2004                   | 20 273           | 2 119 410     | 0,95                                | 1,29%       | 5 900                       | 26 000            |
| Albánia            | 2009                   | 28 748           | 2 793 592     | 0,52                                | 2,03%       | 7 000                       | 0                 |
| Horvátország       | 2009                   | 56 594           | 3 871 833     | 1,62                                | 1,81%       | 13 700                      | 20 105            |
| Montenegró         | 2017                   | 13 812           | 604 966       | 0,16                                | 2,02%       | 1 600                       | 0                 |
| Észak-Macedónia    | 2020                   | 25 713           | 1 836 713     | 0,35                                | 2,22%       | 6 900                       | 65 000            |
| Finnország         | 2023                   | 338 145          | 5 566 000     | 7,31                                | 2,41%       | 30 800                      | 900 000           |
| Svédország         | 2024                   | 450 295          | 10 420 000    | 13,43                               | 2,14%       | 23 100                      | 950 000           |

Megjegyzések
1. ↑  Grönlanddal együtt

### Csatlakozásra váró államok
- Ukrajna
- Bosznia-Hercegovina
- Grúzia

### Békepartnerség (a tagság nem cél)
Nemzetközi jogi értelemben semleges országok:
- Ausztria
- Svájc

A következő országok semlegességét nem támasztja alá semmilyen nemzetközi jogi garancia:
- Írország

További békepartner országok:
- Azerbajdzsán
- Fehéroroszország
- Kazahsztán
- Málta
- Moldova
- Oroszország
- Örményország
- Szerbia

Törekvés a békepartnerségre:
- Ciprus
- Koszovó

## Térképen

A NATO és viszonya más államokhoz (2024. márc.)
Tagországok
Belépés előtt álló országok
Egyéni Partnerségi Terv (IPAP)
Békepartnerség
Mediterrán Párbeszéd
Isztambuli Együttműködési Kezdeményezés
Egyéb globális partnerek

## Legfontosabb intézményei

### Észak-atlanti Tanács
Az egyetlen politikai döntéshozó testület. A Tanács nagyköveti („állandó képviselők”), külügyminiszteri vagy állam- és kormányfői szinten ülésezik. A döntések érvényessége nem függ a szinttől. Az üléseken (szinttől függetlenül) a főtitkár elnököl.
Az állandó képviselők hetente többször üléseznek Brüsszelben. A Tanács munkáját a Nemzetközi Titkárság, a Nemzetközi Katonai Törzs és bizottságok segítik.

### Védelmi Tervező Bizottság
Állandó képviselők részvételével ülésezik. Védelmi kérdésekkel foglalkozik. Irányelveket ad ki a NATO tagországainak. A bizottságot egy 2010 júniusában lezajlott reform során megszüntették, funkcióit pedig az Észak-atlanti Tanács vette át.

### Nukleáris Tervező Csoport
Rendszeresen ülésezik, védelmi miniszterek részvételével. Feladata a nukleáris erőkkel kapcsolatos konkrét politikai kérdések megvitatása.

### Főtitkár, Titkárság
A főtitkár felelős a szövetségen belül a döntéshozatali folyamat segítségében. Irányítja a nemzetközi Titkárság munkáját, elnököl a Tanács ülésein.

### Katonai Bizottság
A Szervezet legfelső katonai szerve. Tagjai a tagállamok vezérkari főnökei. Feladatuk katonai stratégiai kérdésekben vezetési funkciók ellátása. Javaslatokat dolgoz ki a Tanács számára katonai kérdésekben.
A Katonai Bizottság feladatai:
1. javaslatokat tesz a NATO politikai vezetése számára olyan intézkedések megtételére, amelyeket a NATO területének közös védelme szempontjából szükségesnek ítélnek
2. ellátja a vezetési funkciókat a katonapolitikai és stratégiai kérdésekben
3. katonai kérdésekben irányelveket ad ki a NATO stratégiai parancsnokainak, akik feladataik végrehajtása során a Katonai Bizottságnak tartoznak felelősséggel.
A Katonai Bizottság az állandó képviselők részvételével hetente legalább egy alkalommal ülésezik, de szükség esetén bármikor összehívható.
Ezen kívül évente három alkalommal a vezérkari főnökök szintjén tanácskoznak. Kettőt ezek közül Brüsszelben, egyet pedig rotációs alapon valamelyik tagországban tartanak.
A Katonai Bizottság elnökét a tagállamok vezérkari főnökei hároméves hivatali időszakra választják meg. Hatáskörét a Katonai Bizottság határozza meg, amelynek feladatai végrehajtása során minden tekintetben felelősséggel tartozik.
A Katonai Bizottság tevékenységét a tagországok katonai szakértőiből álló munkacsoportok és a Nemzetközi Katonai Törzs támogatja.

### Bizottságok és ügynökségek
A Szövetség munkaszervei, meghatározott feladatkörben döntéseket készítenek elő.

### Parancsnokságok
A csapatok felkészítését, a hadműveletek tervezését látják el.

### Euro-atlanti Partnerségi Tanács
Évente kétszer külügyminiszteri szinten ülésezik, havonta nagyköveti szinten.

### NATO Parlamenti Közgyűlése
A NATO Parlamenti Közgyűlése (NATO PA) egy olyan testület, amely átfogó stratégiai célokat határoz meg a NATO számára. Évente kétszer tart ülést (tavasszal és ősszel). Közvetlen kapcsolatban áll az állandó tagokat kinevező tagállamok nemzeti kormányainak parlamenti szervezeteivel és/vagy ezen tagállamok NATO-nagyköveteivel. A NATO Parlamenti Közgyűlése az Észak-atlanti Szövetség tagállamainak jogalkotóiból és tizenhárom társult tagból áll.

## A NATO főtitkárai
| #   | Név                       | Nemzetiség         | Hivatal kezdete     | Hivatal vége         |
| 1.  | Hastings Ismay            | Egyesült Királyság | 1952. április 4.    | 1957. május 16.      |
| 2.  | Paul-Henri Spaak          | Belgium            | 1957. május 16.     | 1961. április 21.    |
| 3.  | Dirk Stikker              | Hollandia          | 1961. április 21.   | 1964. augusztus 1.   |
| 4.  | Manlio Brosio             | Olaszország        | 1964. augusztus 1.  | 1971. október 1.     |
| 5.  | Joseph Marie Antoine Luns | Hollandia          | 1971. október 1.    | 1984. június 25.     |
| 6.  | Peter Carington           | Egyesült Királyság | 1984. június 25.    | 1988. július 1.      |
| 7.  | Manfred Wörner            | NSZK/Németország   | 1988. július 1.     | 1994. augusztus 13.  |
| –   | Sergio Balanzino          | Olaszország        | 1994. augusztus 13. | 1994. október 17.    |
| 8.  | Willy Claes               | Belgium            | 1994. október 17.   | 1995. október 20.    |
| –   | Sergio Balanzino          | Olaszország        | 1995. október 20.   | 1995. december 5.    |
| 9.  | Javier Solana             | Spanyolország      | 1995. december 5.   | 1999. október 6.     |
| 10. | George Robertson          | Egyesült Királyság | 1999. október 14.   | 2003. december 17.   |
| –   | Alessandro Minuto-Rizzo   | Olaszország        | 2003. december 17.  | 2004. január 1.      |
| 11. | Jaap de Hoop Scheffer     | Hollandia          | 2004. január 1.     | 2009. július 31.     |
| 12. | Anders Fogh Rasmussen     | Dánia              | 2009. augusztus 1.  | 2014. szeptember 30. |
| 13. | Jens Stoltenberg          | Norvégia           | 2014. október 1.    | 2024. október 1.     |
| 14. | Mark Rutte                | Hollandia          | 2024. október 1.    |                      |

## NATO-csúcstalálkozók
|     | Értekezlet neve                                  | Dátum                 | Fogadó ország, helyszín                      | Megjegyzések |
| --- | ------------------------------------------------ | --------------------- | -------------------------------------------- | --- |
| 1.  | 1957-es párizsi NATO-csúcstalálkozó              | 1957. december 16–19. | Párizs, Franciaország                        | |
| 2.  | 1974-es brüsszeli NATO-csúcstalálkozó            | 1974. június 26.      | Brüsszel, Belgium                            | |
| 3.  | 1975-ös brüsszeli NATO-csúcstalálkozó            | 1975. május 29–30.    | Brüsszel, Belgium                            | |
| 4.  | 1977-es londoni NATO-csúcstalálkozó              | 1977. május 10–11.    | London, Egyesült Királyság                   | |
| 5.  | 1978-as washingtoni NATO-csúcstalálkozó          | 1978. május 30–31.    | Washington, Amerikai Egyesült Államok        | |
| 6.  | 1982-es bonni NATO-csúcstalálkozó                | 1982. június 10.      | Bonn, NSZK                                   | |
| 7.  | 1985-ös brüsszeli NATO-csúcstalálkozó            | 1985. november 21.    | Brüsszel, Belgium                            | |
| 8.  | 1988-as brüsszeli NATO-csúcstalálkozó            | 1988. március 2–3.    | Brüsszel, Belgium                            | |
| 9.  | 1989 májusi brüsszeli NATO-csúcstalálkozó        | 1989. május 29–30.    | Brüsszel, Belgium                            | |
| 10. | 1989 decemberi brüsszeli NATO-csúcstalálkozó     | 1989. december 4.     | Brüsszel, Belgium                            | |
| 11. | 1990-es londoni NATO-csúcstalálkozó              | 1990. július 5–6.     | London, Egyesült Királyság                   | |
| 12. | 1991-es római NATO-csúcstalálkozó                | 1991. november 7–8.   | Róma, Olaszország                            | |
| 13. | 1994-es brüsszeli NATO-csúcstalálkozó            | 1994. január 10–11.   | Brüsszel, Belgium                            | |
| 14. | 1997-es párizsi NATO-csúcstalálkozó              | 1997. május 27.       | Párizs, Franciaország                        | |
| 15. | 1997-es madridi NATO-csúcstalálkozó              | 1997. július 8–9.     | Madrid, Spanyolország                        | |
| 16. | 1999-es washingtoni NATO-csúcstalálkozó          | 1999. április 23–25.  | Washington, Amerikai Egyesült Államok        | A NATO 50. évfordulója alkalmából. |
| 17. | 2001-es NATO Főparancsnoksági csúcstalálkozó     | 2001. április 23–25.  | NATO Főparancsnokság, Belgium                | |
| 18. | 2002-es római NATO–Oroszország-csúcstalálkozó    | 2002. május 28.       | Róma, Olaszország                            | A NATO–Oroszország Tanács értekezlete (brosúra). |
| 19. | 2002-es prágai NATO-csúcstalálkozó               | 2002. november 21–22. | Prága, Csehország                            | Ez az első csúcstalálkozó, amelyet a korábbi Varsói Szerződés területén szerveztek. |
| 20. | 2004-es isztambuli NATO-csúcstalálkozó           | 2004. június 28–29.   | Isztambul, Törökország                       | |
| 21. | 2005-ös NATO Főparancsnoksági csúcstalálkozó     | 2005. február 22.     | NATO Főparancsnokság Brüsszel, Belgium       | |
| 22. | 2006-os rigai NATO-csúcstalálkozó                | 2006. november 28–29. | Riga, Lettország                             | Az első NATO-csúcstalálkozó, amelyet a korábbi Szovjetunió területén szerveztek. |
| 23. | 2008-as bukaresti NATO-csúcstalálkozó            | 2008. április 2–4.    | Bukarest, Románia                            | Horvátország és Albánia meghívást kapott a Szövetségbe. Macedónia viszont nem, nevének Görögországgal való tisztázatlansága miatt. Döntés született Grúzia és Ukrajna NATO-hoz való csatlakozása ügyében, melyet a NATO-tagsági ütemtervben (NATO Membership Action Plan) tettek közzé még ez év decemberében. A csúcstalálkozó zárónyilatkozata (angolul) |
| 24. | 2009-es strasbourg–kehli NATO-csúcstalálkozó     | 2009. április 3–4.    | Strasbourg, Franciaország– Kehl, Németország | A NATO 60. évfordulója alkalmából. NATO-link; A csúcstalálkozó zárónyilatkozata (angolul) |
| 25. | 2010-es lisszaboni NATO-csúcstalálkozó           | 2010. november 19–20. | Lisszabon, Portugália                        | |
| 26. | 2012-es chicagói NATO-csúcstalálkozó             | 2012. május 20–21.    | Chicago, Amerikai Egyesült Államok           | Summit meetings of Heads of State and Government, Chicago, USA |
| 27. | 2014-es newporti NATO-csúcstalálkozó             | 2014. szeptember 4–5. | Newport/Cardiff, Egyesült Királyság, Wales   | |
| 28. | 2016-os varsói NATO-csúcstalálkozó               | 2016. július 8–9.     | Varsó, Lengyelország                         | |
| 29. | 2017-es brüsszeli NATO-csúcstalálkozó            | 2017. május 25.       | Brüsszel, Belgium                            | |
| 30. | 2018-as brüsszeli NATO-csúcstalálkozó            | 2018. július 11–12.   | Brüsszel, Belgium                            | |
| 31. | 2019-es londoni NATO-csúcstalálkozó              | 2019. december 3–4.   | Watford, Egyesült Királyság                  | A NATO 70. évfordulója alkalmából. |
| 32. | 2021-es brüsszeli NATO-csúcstalálkozó            | 2021. június 14.      | Brüsszel, Belgium                            | |
| 33. | 2022-es NATO virtuális csúcstalálkozó            | 2022. február 25.     | Virtuális csúcstalálkozó                     | 2022-es orosz invázió Ukrajna ellen |
| 34. | 2022-es brüsszeli NATO rendkívüli csúcstalálkozó | 2022. március 24.     | Brüsszel, Belgium                            | 2022-es orosz invázió Ukrajna ellen |
| 35. | 2022-es madridi NATO-csúcstalálkozó              | 2022. június 29–30.   | Madrid, Spanyolország                        | |
| 36. | 2023-as vilniusi NATO-csúcstalálkozó             | 2023. július 11-12.   | Vilnius, Litvánia                            | |
| 37. | 2024-es washingtoni NATO-csúcstalálkozó          | 2024. július 9–11.    | Washington D.C., Amerikai Egyesült Államok   | |
| 38. | 2025-ös hágai NATO-csúcstalálkozó                | 2025. június 24–25.   | Hága, Hollandia                              | |